# Onychiurus dentatus
Onychiurus dentatus är en urinsektsart som först beskrevs av James P. Folsom 1902.  Onychiurus dentatus ingår i släktet Onychiurus och familjen blekhoppstjärtar. Inga underarter finns listade i Catalogue of Life.